# Mycale cockburniana
Mycale cockburniana är en svampdjursart som beskrevs av Jörn Hentschel 1911. Mycale cockburniana ingår i släktet Mycale och familjen Mycalidae. Inga underarter finns listade i Catalogue of Life.